# Bogataš i Lazar
Prispodoba o siromašnom Lazaru i bogatašu (Lk 16,19-30) nalazi se u Novom zavjetu.
U prispodobi, Lazar je umro i njega su anđeli odnijeli u naručje Abrahamovo. A bogataš, koji nije mario za Lazara došao je u pakao.
Evanđelje po Luki 19"Bijaše neki bogataš. Odijevao se u grimiz i tanani lan i danomice se sjajno gostio. 20A neki siromah, imenom Lazar, ležao je sav u čirevima pred njegovim vratima 21i priželjkivao nasititi se onim što je padalo s bogataševa stola. Čak su i psi dolazili i lizali mu čireve." 22"Kad umrije siromah, odnesoše ga anđeli u krilo Abrahamovo. Umrije i bogataš te bude pokopan. 23Tada u teškim mukama u paklu, podiže svoje oči te izdaleka ugleda Abrahama i u krilu mu Lazara 24pa zavapi: 'Oče Abrahame, smiluj mi se i pošalji Lazara da umoči vršak svoga prsta u vodu i rashladi mi jezik jer se strašno mučim u ovom plamenu.' 25Reče nato Abraham: 'Sinko! Sjeti se da si za života primio dobra svoja, a tako i Lazar zla. Sada se on ovdje tješi, a ti se mučiš. 26K tome između nas i vas zjapi provalija golema te koji bi i htjeli prijeći odavde k vama, ne mogu, a ni odatle k nama prijelaza nema.'" 27"Nato će bogataš: 'Molim te onda, oče, pošalji Lazara u kuću oca moga. 28Imam petero braće pa neka im posvjedoči da i oni ne dođu u ovo mjesto muka.' 29Kaže Abraham: 'Imaju Mojsija i Proroke! Njih neka poslušaju!' 30A on će: 'O ne, oče Abrahame! Nego dođe li tko od mrtvih k njima, obratit će se.' 31Reče mu: 'Ako ne slušaju Mojsija i Proroka, neće povjerovati sve da i od mrtvih tko ustane.'"
Opis Abrahamova krila nalazi se također u legendama rabina. Abraham se prema Bibliji smatra praocem Židova, pa odatle izričaj: vratiti se u krilo Abrahamovo znači umrijeti.

## U literaturi, u umjetnosti, u glazbi
Prikaz Abrahamova krila nalazi se na zidnim slikama na zapadnom zidu crkve sv. Elizeja u Draguću, datiranim oko 1300. godine.
- Skladatelj Giacomo Carissimi - Historia Divitis.
- Skladatelj Ralph Vaughan Williams - Five variations on Dives and Lazarus.

## Unutarnje poveznice
- Isusove prispodobe